# Sega System C-2
La Sega System C-2 es un circuito impreso de JAMMA usado en juegos de arcade. Este hardware está basado principalmente en el hardware de la Sega Mega Drive, siendo la CPU principal, el procesador de sonido y el procesador de gráficos siendo lo mismo. El reloj de la CPU es un poco más rápido que los anteriores (10 MHz en lugar de 8 MHz), no hay ninguna Z80, y el chip de sonido era conducido por la CPU. El conversor digital-analógico es reemplazado por una UPD7759, el mismo que el de la Sega System 16. Se conocen 25 juegos lanzados para la System C-2.

## Características
- CPU Principal: Motorola 68000 @ 8.948862 MHz
- Chip de Sonido: Yamaha YM3438 @ 7.670453, SN76496 @ 3.579545
- Chip de Sonido Opcional: UPD7759 @ 640 kHz
- Resolución de Video: 320x224
- Media: JAMMA+

## Lista de Juegos
- Bloxeed (1989)
- Borench (1990)
- Columns (1990)
- Columns: The Voyage Through Time (1990)
- Poto Poto (1994)
- Print Club (1995)
- Puyo Puyo (1992)
- Puyo Puyo Tsuu (1994)
- Puzzle & Action: Ichidant-R (1994)
- Puzzle & Action: Tant-R (1993)
- Ribbit! (1991)
- SegaSonic Cosmo Fighter (1993)
- SegaSonic Popcorn Shop (1993)
- SegaSonic Watame Scramble (1993)
- Soreike! Anpanman Popcorn Factory (1992)
- Stack Columns (1994)
- Thunder Force AC (1990)
- Twin Squash (1991)
- Waku Waku Jumbo (1990)
- Waku Waku Marine (1992)
- Waku Waku Pajero (1990)
- Waku Waku Sonic Patrol Car (1991)
- Wanpaku Fishing (1995)
- Wanpaku Tama & Friends (1994)
- Zunzunkyou no Yabou (1994)